# Adam Goldberg
Adam Charles Goldberg (Santa Monica, 25 oktober 1970) is een Amerikaans acteur en incidenteel regisseur. Hij werd in 1999 genomineerd voor een Screen Actors Guild Award samen met de gehele cast van Saving Private Ryan en nogmaals in 2002 met de cast van A Beautiful Mind. In 1998 regisseerde hij voor het eerst een bioscoopfilm, getiteld Scotch and Milk. Vijf jaar later kroop hij nog eens in het regiestoeltje voor I Love Your Work en weer twaalf jaar later voor No Way Jose.
Goldberg debuteerde op het witte doek in 1992 als Eugene Gimbel in de tragikomedie Mr. Saturday Night. Sindsdien speelde hij in meer dan veertig bioscooptitels. Daarnaast was hij als wederkerend personage te zien in verschillende televisieseries. De eerste rol die Goldberg meer dan eens speelde in een serie was die van de gestoorde Eddie Manoick in Friends. Manoick wil daarin de nieuwe kamergenoot worden van Chandler Bing wanneer diens vorige medebewoner Joey Tribbiani op zichzelf gaat wonen. Diezelfde Joey Tribbiani kreeg in 2004 een eigen spin-offserie getiteld Joey. Daarin speelde Goldberg weliswaar opnieuw een wederkerende rol, maar niet als Manoick. In plaats daarvan speelt hij in Joey het personage Jimmy, de vader van de zoon van Tribbianis zus Gina (Drea de Matteo).

## Filmografie
*Exclusief 5+ televisiefilms
| - Running with the Devil (2019) - Once Upon a Time in Venice (2017) - Between Us (2016) - Rebirth (2016) - No Way Jose (2015) - Lost Angeles (2012) - Un monstre à Paris (2011, stem Engelstalige versie) - Norman (2010) - Miss Nobody (2010) - (Untitled) (2009) - Kate Wakes (2008) - Christmas on Mars (2008) - From Within (2008) - Nancy Drew (2007) - Zodiac (2007) - 2 Days in Paris (2007) - Deja Vu (2006) - Keeping Up with the Steins (2006) - Stay Alive (2006) - Man About Town (2006) - How to Lose a Guy in 10 Days (2003) | - The Hebrew Hammer (2003) - The Salton Sea (2002) - A Beautiful Mind (2001) - According to Spencer (2001) - Fast Sofa (2001) - All Over the Guy (2001) - Waking Life (2001) - Sunset Strip (2000) - Clayton (2000) - EDtv (1999) - Babe: Pig in the City (1998, stem) - Saving Private Ryan (1998) - Some Girl (1998) - Scotch and Milk (1998) - Homeward Bound II: Lost in San Francisco (1996, stem) - The Prophecy (1995) - Before Sunrise (1995) - Higher Learning (1995) - Dazed and Confused (1993) - Son in Law (1993) - Mr. Saturday Night (1992) |

## Televisieseries
*Exclusief eenmalige gastrollen
- God Friended Me - Simon Hayes (2019, acht afleveringen)
- Taken - Harden Kilroy (2018, zestien afleveringen)
- Graces - Christopher Sachs (2017, zes afleveringen)
- The Jim Gaffigan Show - Dave (2015-2016, 23 afleveringen)
- Fargo - Mr. Numbers (2014, vijf afleveringen)
- NYC 22 - Ray Harper (2012, dertien afleveringen)
- The Unusuals - Detective Eric Delahoy (2009, tien afleveringen)
- Entourage -  Nick Rubenstein (2007, vier afleveringen)
- Joey - Jimmy (2005-2006, negen afleveringen)
- Head Cases - Russell Shultz (2005, twee afleveringen)
- The $treet - Evan Mitchell (2000-2001, twaalf afleveringen)
- Relativity - Doug (1996, zes afleveringen)
- Friends - Eddie Manoick (1996, drie afleveringen)

- Bibsys: 9056854
- Bibliothèque nationale de France: cb14526166n (data)
- Gemeinsame Normdatei: 143965697
- International Standard Name Identifier: 0000 0001 1874 2131
- Library of Congress Control Number: no2002070024
- MusicBrainz: f5738fb7-1f97-41fb-9b20-50b3e7748efc
- Nationale Bibliotheek van Tsjechië: xx0232024
- Nationale Bibliotheek van Israël: 987007433721305171
- Nationale Bibliotheek van Polen: a0000001881525
- Nederlandse Thesaurus van Auteursnamen: 270948929
- SNAC: w6mx7s37
- Système universitaire de documentation: 123048710
- Virtual International Authority File: 27301369
- WorldCat: E39PBJx8KbyhDcvTcmY8vgJhpP